# Càtix
La Càtix o CATix és una distribució de tipus CD autònom del Sistema Operatiu basat en Debian GNU/Linux creat per Antoni Mirabete, amb el suport del Tecnocampus de Mataró i la Regidoria Ciutat del Coneixement de l'Ajuntament Barcelona. Ha fet diverses versions.